# Drobolje ob Baškem jezeru
Drobolje ob Baškem jezeru (nemško Drobollach am Faaker See) je naselje Statutarnega mesta Beljak na Koroškem v Avstriji.